# 特劳恩基兴
特劳恩基兴是奥地利上奥地利州格蒙登县的一个市镇。总面积18.37平方公里，总人口1714人，人口密度93.3人/平方公里（2005年）。